# Christian Berkel
Pour les articles homonymes, voir Berkel (homonymie).
Christian Berkel est un acteur allemand né le 28 octobre 1957 à Berlin. Polyglotte, il a participé à des productions allemandes, françaises et américaines ; il interprète souvent des seconds rôles au cinéma, comme le médecin SS Ernst-Günther Schenck dans La Chute et le dirigeant de la Continental Alfred Greven dans Laissez-passer.

## Carrière
Après des études de réalisation à l'Académie allemande du film et de la télévision de Berlin (dFFB), Christian Berkel joue des petits rôles au cinéma, notamment pour Ingmar Bergman dans L'Œuf du serpent (1977). Il se consacre ensuite au théâtre et à la télévision. Il joue des pièces à Augsbourg, Düsseldorf, Bochum et Berlin jusqu'au début des années 1990. Les téléspectateurs peuvent le voir dans de nombreux téléfilms et dans plusieurs séries télévisées à succès comme Inspecteur Derrick et Le Renard. Berkel poursuit en parallèle une carrière de doubleur allemand.
Les années 2000 constituent le vrai début de sa carrière au cinéma : Oliver Hirschbiegel le dirige dans L'Expérience et La Chute. Berkel participe également à plusieurs films indépendants allemands. Dans Laissez-passer de Bertrand Tavernier, il joue en français le rôle d'Alfred Greven, le dirigeant de Continental-Films, société de production française à capitaux allemands de l'Occupation. En 2005, il tourne son premier film hollywoodien avec Flight Plan, avant de s'engager pour Black Book du réalisateur néerlandais Paul Verhoeven. S'ensuivirent les succès mondiaux Valkyrie du réalisateur Bryan Singer, et Inglourious Basterds du réalisateur Quentin Tarantino.
Christian Berkel est marié à l'actrice allemande Andrea Sawatzki (2006).

## Filmographie sélective

### Cinéma
- 1977 : Der Mädchenkrieg
- 1977 : L'Œuf du serpent
- 2001 : L'Expérience
- 2002 : Laissez-passer
- 2004 : La Chute : docteur Ernst-Günther Schenck
- 2004 : Männer wie wir
- 2004 : Soundless (Lautlos)
- 2005 : Flight Plan
- 2006 : Black Book de Paul Verhoeven
- 2008 : Les Soldats de l'ombre de Ole Christian Madsen : Hoffmann
- 2008 : Walkyrie de Bryan Singer : Albrecht Mertz von Quirnheim
- 2008 : Miracle à Santa Anna (Miracle at St. Anna) de Spike Lee : capitaine Eichholz
- 2009 : Inglourious Basterds de Quentin Tarantino : Eric, le propriétaire du bar
- 2015 : Criminals de Reg Traviss : Philip
- 2015 : Agents très spéciaux : Code UNCLE (The Man from UNCLE) de Guy Ritchie : Udo Teller
- 2015 : Dalton Trumbo (Trumbo) de Jay Roach : Otto Preminger
- 2016 : Elle de Paul Verhoeven : Robert
- 2023 : Le Petit Blond de la Casbah d'Alexandre Arcady : Sania

### Télévision
- 1978 : Le Renard (un épisode)
- 1978 : Tatort : Rot – rot –  tot
- 1983 : Derrick : Dernier rendez-vous (Tödliches Rendez-vous)
- 1990 : Derrick : Docteur Schöne ( Abgründe der Gefühle)
- 1991 : Derrick : Passage dangereux (Gefährlicher Weg durch die Nacht)
- 1991 : Derrick : La fin d’un beau roman (Ein Tod auf dem Hinterhof)
- 1992 : Derrick : La femme d’un meurtrier (Die Frau des Mörders)
- 1993 : Derrick : La valse lente (Langsamer Walzer)
- 1993 : Derrick : La compagne (Die Lebensgefährtin)
- 1993 : Derrick : La cabane au bord du lac (Die Nacht mit Ariane)
- 1994 : Un cas pour deux : Der wahre Reichtum
- 1998 : Tatort: Schwarzer Advent
- 1999 : Polizeiruf 110 : Kopfgeldjäger
- 2000 : Tatort: Bienzle und der Mann im Dunkeln
- 2004 : Tatort: Teufel im Leib Le Renard      (un épisode)
- 2005 : Tatort: Leerstand Le Renard      (un épisode)
- 2006 : Au cœur de la tempête (Die Sturmflut)
- depuis 2006 : Berlin section criminelle (commissaire Bruno Schumann)
- 2007 : Le Dernier Témoin (un épisode)
- 2009 : Mogadiscio
- 2013 : Une équipe de  choc : Alte Wunden
- 2018 : BEAT : Richard Diemer